# Großer Inselsberg
Der Große Inselsberg auf dem Rennsteig ist mit einer Höhe von 916,5 m ü. NHN ein markanter, bewaldeter und vielbesuchter Berg des Thüringer Waldes in den thüringischen Landkreisen Gotha und Schmalkalden-Meiningen.
Der Berg ist der höchste der nordwestlichen Hälfte des Mittleren Thüringer Waldes und nach dem Großen Beerberg (982,9 m), dem Schneekopf (978 m) und dem Großen Finsterberg (944,1 m) der vierthöchste (eigenständige) Berg Thüringens. Er ist als Landmarke von Norden und Westen in einem Umkreis von etwa 30 bis 50 Kilometern gut zu erkennen. Seit über 1000 Jahren markiert er historische Grenzverläufe – gegenwärtig zwischen dem Landkreis Gotha und dem Landkreis Schmalkalden-Meiningen.

## Geographie

### Lage
Der Große Inselsberg erhebt sich im Nordwesten des Thüringer Waldes im Naturpark Thüringer Wald. Sein Gipfel, über den die Landkreisgrenze verläuft, liegt etwa 3,2 km nordnordöstlich von Brotterode (Landkreis Schmalkalden-Meiningen) und 4 km südwestlich von Bad Tabarz mit seinem Ortsteil Cabarz (Landkreis Gotha) und dem jenseits dieser ineinanderübergehenden Ortschaften befindlichen Waltershausen.

### Berghöhe und Nebenkuppen
Die Höhe des Inselsberges wird in amtlichen Karten mit 916,5 m angegeben. Der Gipfel ist als schmales, etwa 700 m langes gewölbtes Plateau ausgebildet. Die Steilhänge an den Bergflanken sind durch Dellen und spornartig herausgewitterte Partien gegliedert. Das „Inselloch“ liegt auf der Nordseite und gilt mit etwa 300 m Höhenunterschied vom Grund zum Berggipfel und Hangneigungen bis 40 Grad als steilster Geländeabschnitt im westlichen Thüringer Wald.
Zum Berg gehören auch die folgenden bewaldeten Nebenkuppen und spornartigen Hangpartien (mit Position und nach Höhe sortiert):
- Oberer Beerberg (⊙; 831,1 m),
- Käsberg (⊙; ca. 805 m),
- Unterer Beerberg (Unterberg; ⊙; ca. 769 m),
- Scharfenberg (⊙; 769,4 m),
- Kleiner Inselsberg (⊙; 705,6 m); nicht identisch mit Parkplatz, Bushaltestelle und Gasthaus Kleiner Inselsberg (siehe Abschnitt Wetterstation).

Bemerkenswert sind die als freiliegende Felspartien bekannten Reitsteine (⊙) und die Venetianersteine (⊙). Es handelt sich dabei um Vulkanitgänge, die als Felsklippen durch Verwitterung freigelegt wurden. Sie sind von geübten Wanderern als Aussichtspunkte leicht zu erklimmen und bieten reizvolle Fernsichten. Unterhalb dieser Felspartien lagern Blockhalden aus Verwitterungsschutt.
Die vom Großen Inselsberg ausgehende geographische Dominanz ist mit über 27 Kilometern die zweithöchste des Gebirges.

### Geologie
Der Große Inselsberg ist ein Quarzporphyr-Härtling, der aus den umliegenden weicheren Schichten herausgewittert ist. Den oberflächennahen geologischen Untergrund der Gipfelregion bilden die sogenannten Inselsberg-Quarzporphyre, eine Formation, die zu den Unteren Vulkaniten der Oberhof-Folge des Unterrotliegend (Autunium) gezählt werden. Sie sind demnach vulkanischen Ursprungs. Die Quarzporphyre sind eingebettet in die Konglomerate, Sand- und Siltsteine der Goldlauter-Folge im Norden und die zum Kambrium zählenden Körnelgneise im Süden. Entlang der im Süden des Inselsberges verlaufenden Inselsberg-Störung, einer alten, in West-Ost-Richtung verlaufenden Verwerfungslinie, erfolgt der Übergang zwischen dem Inselsberg-Quarzporphyr und dem Körnelgneis abrupt. An den Reitsteinen, einer senkrecht abbrechenden Felsklippe im Südosten des Großen Inselsberges, tritt der Inselsberg-Quarzporphyr zu Tage.

### Klima
Der Große Inselsberg ist aus klimatischer Sicht der montanen bis hochmontanen Höhenstufe zuzuordnen. Die Jahresmitteltemperatur liegt bei + 4,4 °C. Der mittlere Jahresniederschlag wird mit 1103 mm angegeben. Ein zusätzlicher Niederschlag von bis zu 100 mm jährlich entstammt der Nebeltraufe. Die Temperaturextreme liegen zwischen − 29,0 °C am 1. Februar 1956 und + 31,7 °C am 9. August 2003. Der höchste Tagesniederschlag wurde mit 73,4 mm am 13. Oktober 1960 verzeichnet und die höchste Schneehöhe mit 2,2 m am 6. März 1970. Das Gipfelplateau ist dem Wind besonders ausgesetzt, Hauptwindrichtung ist Südwest. Gemessen wurde jeweils an der damals noch existierenden Wetterstation auf dem Inselsberggipfel.

### Hydrologie
Der Südabfall des Inselsberges gehört dem Quellgebiet des Inselwassers an, das zusammen mit dem Gehegewasser südwestlich von Brotterode die Truse bildet. Am Nordwesthang entspringt der Ländersgraben, ein rechter Nebenbach der Emse. Die Strenge, ein linker Zufluss der Laucha, nimmt am Osthang des Inselsberges ihren Anfang. Die geologischen Grenzen können jeweils als Quellhorizonte angesehen werden.

## Flora
Die potenzielle natürliche Vegetation des Inselsbergs ist auf dessen Nordseite ein Harzlabkraut- (Galio harcynici-Fagetum) und auf der sonnexponierten Südseite ein Hainsimsen-Buchenwald (Luzulo-Fagetum). Die Fichte (Picea abies) wurde forstlich eingebracht. Sie wäre von Natur aus auf dem Großen Inselsberg nicht vertreten. Naturnahe Buchenwälder sind an der Südseite und der Nordostseite des Inselsberges erhalten geblieben.

„Ursprünglich waren die Wälder in der Umgebung des Inselsberges als Herzynische Bergmischwälder bekannt. Dabei handelte es sich um eine Holzartenmischung von Gemeiner Fichte (Picea abies), Rotbuche (Fagus silvatica), Weißtanne (Abies alba) und verschiedenen Beiholzarten, wie Bergahorn (Acer pseudoplatanus), Spitzahorn (Acer platanoides), Gemeine Esche (Fraxinus excelsior), Bergulme (Ulmus glabra), Hainbuche (Carpinus betulus), Traubeneiche (Quercus petraea), Stieleiche (Quercus robur), Gemeine Birke (Betula pendula), Schwarzerle (Alnus glutinosa), Gemeine Lärche (Larix decidua), Salweide (Salix caprea), Vogelkirsche (Prunus avium) und anderen. Heute ist die Weißtanne (Abies alba) leider in unseren Wäldern verschwunden, alle anderen Holzarten treffen wir im Gebiet noch an.“

Mit dem Siebenstern und dem Wolligen Reitgras treten in den Gipfelbereichen bereits boreal-montane Florenelemente des Bergfichtenwaldes auf. Floristische Besonderheiten gibt es aktuell nicht. Wald-Reitgras, Drahtschmiele, Heidelbeere, Roter Fingerhut, Besenheide, Schmalblättriges Weidenröschen und Wald-Greiskraut sind in der Krautschicht vielerorts prägend.

## Geschichte

Panorama vom Inselsberg (um 1860)

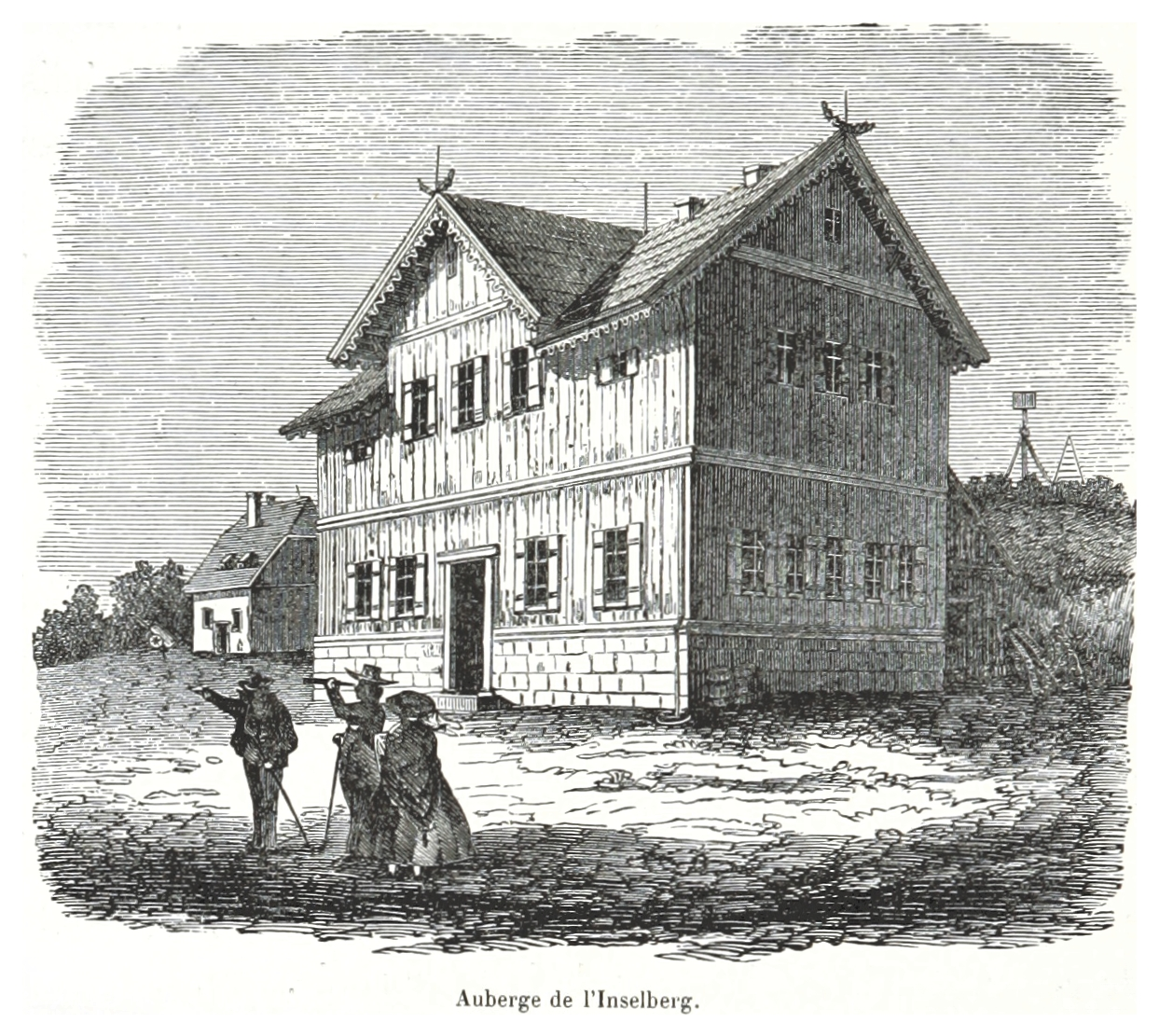
Besucher auf dem Großen Inselsberg (um 1860), im Hintergrund ein trigonometrischer Festpunkt

Erstmals wurde der Berg als Enzenberc um 1250 erwähnt. Im Jahr 1649 ließ Herzog Ernst der Fromme von Gotha den Berg durch den Bau einer Gipfelhütte für Waldwart und Jäger erschließen.
Herzog Ernst II. von Sachsen-Gotha und Altenburg ließ um 1750 auf dem Plateau ein kleines Observatorium für astronomische Beobachtungen und Landvermessungen errichten. Gauß nutzte 1821 bis 1825 die Blickverbindung zum Hohen Hagen und zum Brocken für die Gaußsche Landesaufnahme (Vermessung) eines großen Dreiecks zur Orientierung seines Messnetzes und zur Kontrolle seiner übrigen Messungen.
Über den Gipfel läuft der Rennsteig, der hier früher die Grenze zwischen dem Herzogtum Sachsen-Gotha und dem Kurfürstentum  Hessen (Exklave Herrschaft Schmalkalden) darstellte. Grenzsteine, die diese historische territoriale Situation belegen, sind bis heute auf dem Großen Inselsberg erhalten geblieben. Aus diesem Grund wurde auch auf beiden Seiten ein Gasthaus errichtet: 1810 auf der hessischen Seite der heutige Berggasthof Stöhr und auf der gothaischen 1852 der heutige Berggasthof Stadt Gotha. Darüber schreibt Pollack:

„Als im 18. Jahrhundert, vielleicht erst gegen Ende desselben, der Sinn für die Natur im Volke mehr erwachte, wurden auch die Besuche auf des Inselsbergs häufiger, so daß der mit der Aufsicht über denselben betraute Forstbediente in dem Keller des Hauses Erfrischungen bereit hielt und Sonnabends und Sonntags die Gäste, größten Theils aus der Nähe, bewirthete. Oft wurde auch an diesen Tagen hier – merkwürdiger Weise – getanzt und zwar meist nur von jungen Leuten aus Brotteroda, da Andere nicht leicht aus Besorgnis vor Schlägereien an der Lustbarkeit Theil nehmen konnten. Aus einem von Herzog Ernst II. von Gotha-Altenburg erbauten Pferdestall wurde endlich 1810 ein wirkliches einstöckiges Gasthaus weiter abwärts, südöstlich vom alten Haus zugleich als Wohnung für einen Forstbedienten, der Waldwart und Wirth zugleich war, hergestellt und der Unterförster Albrecht wurde der erste Gastgeber. Ein Pferdestall in einiger Entfernung nördlich diente auch bald zur Unterkunft für Zugvieh. War die Zahl der Gäste in dem kleinen Nachtlager zu groß, so wurde noch der Saal des Thurmes dazu verwendet. Dieser war jedoch nach und nach so baufällig geworden, daß er durch die Stürme des Jahres 1836 bis zur Unkenntlichkeit zerstört wurde. Während bei der zunehmenden Frequenz der Besucher des thür. Waldes 1851 das neue, geräumige Gasthaus auf Gothaischer Seite gebaut wurde und auch ein kleines auf früher hessischer, wurden die Mauerreste des alten thurmähnlichen Gebäudes später hinweggeräumt, um auf derselben Stelle einen Aussichtsthurm mit einem altanähnlichen Plateau Platz zu machen. Das alte Gasthaus ist Wohnung für Forstschutzsoldaten und einen Wegwart geworden.“

Der Pädagoge Karl Volkmar Stoy (1815–1885) gilt als Protagonist des Schul-Wandertages. Am 21. August 1853 wanderte er erstmals mit seiner Schulgemeinde von Jena bis zum Inselsberg. Daran erinnert ein Gedenkstein nahe dem Gipfel.
Nach dem Sieg Preußens im Deutschen Krieg ging Kurhessen 1866 an das Königreich Preußen, das sich fortan den Gipfel mit dem Herzogtum Sachsen-Coburg und Gotha teilte. In der DDR verlief von 1952 bis 1990 die Grenze zwischen den Bezirken Suhl und Erfurt auf dem Berg.
In den 1960er Jahren wurde noch ein Jugendgästehaus errichtet, welches nun genau zwischen den beiden Gasthöfen steht und noch heute als Jugendherberge betrieben wird.

### Forstgeschichte

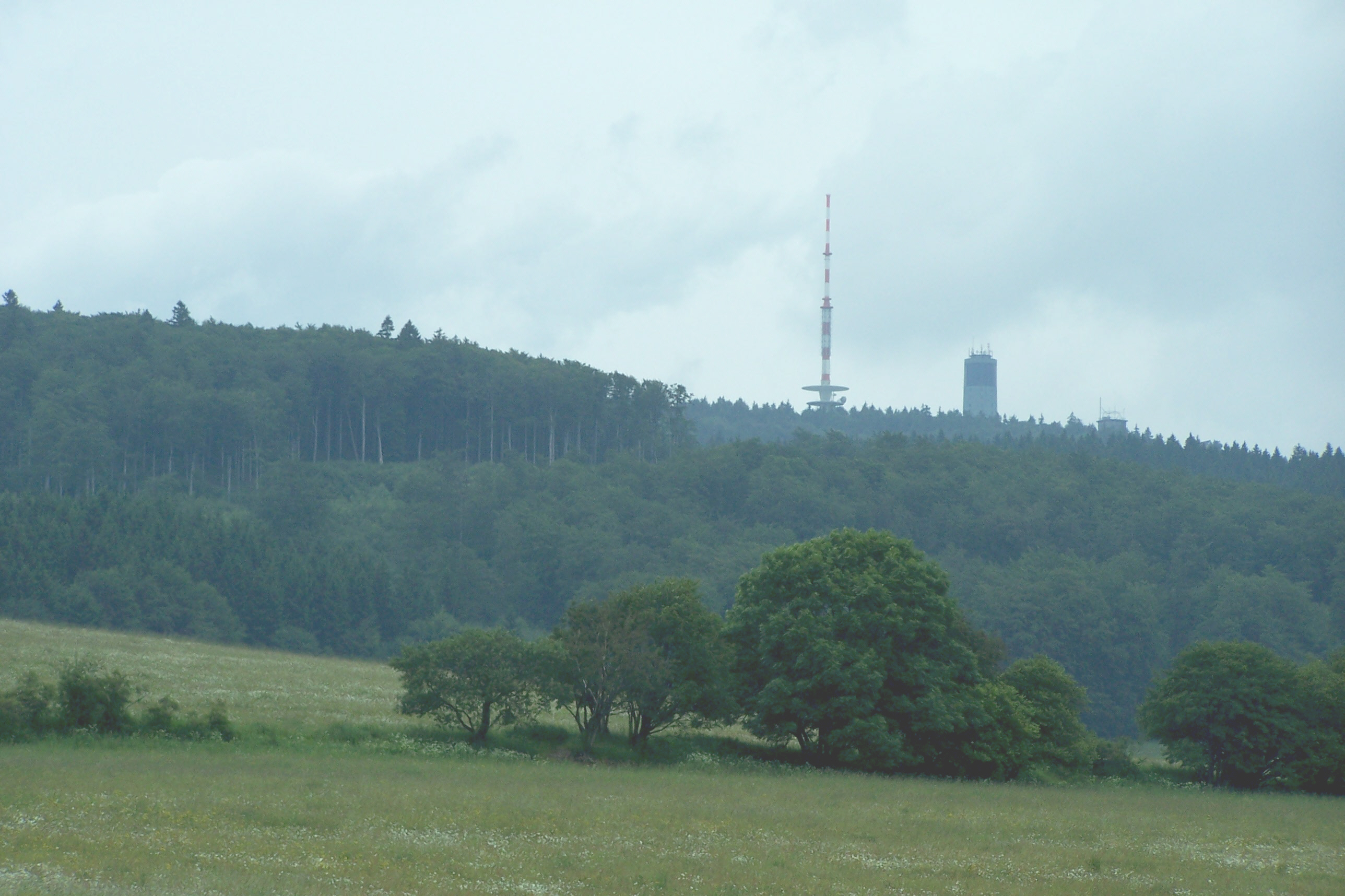
An der Waldgrenze auf Brotteroder Flur

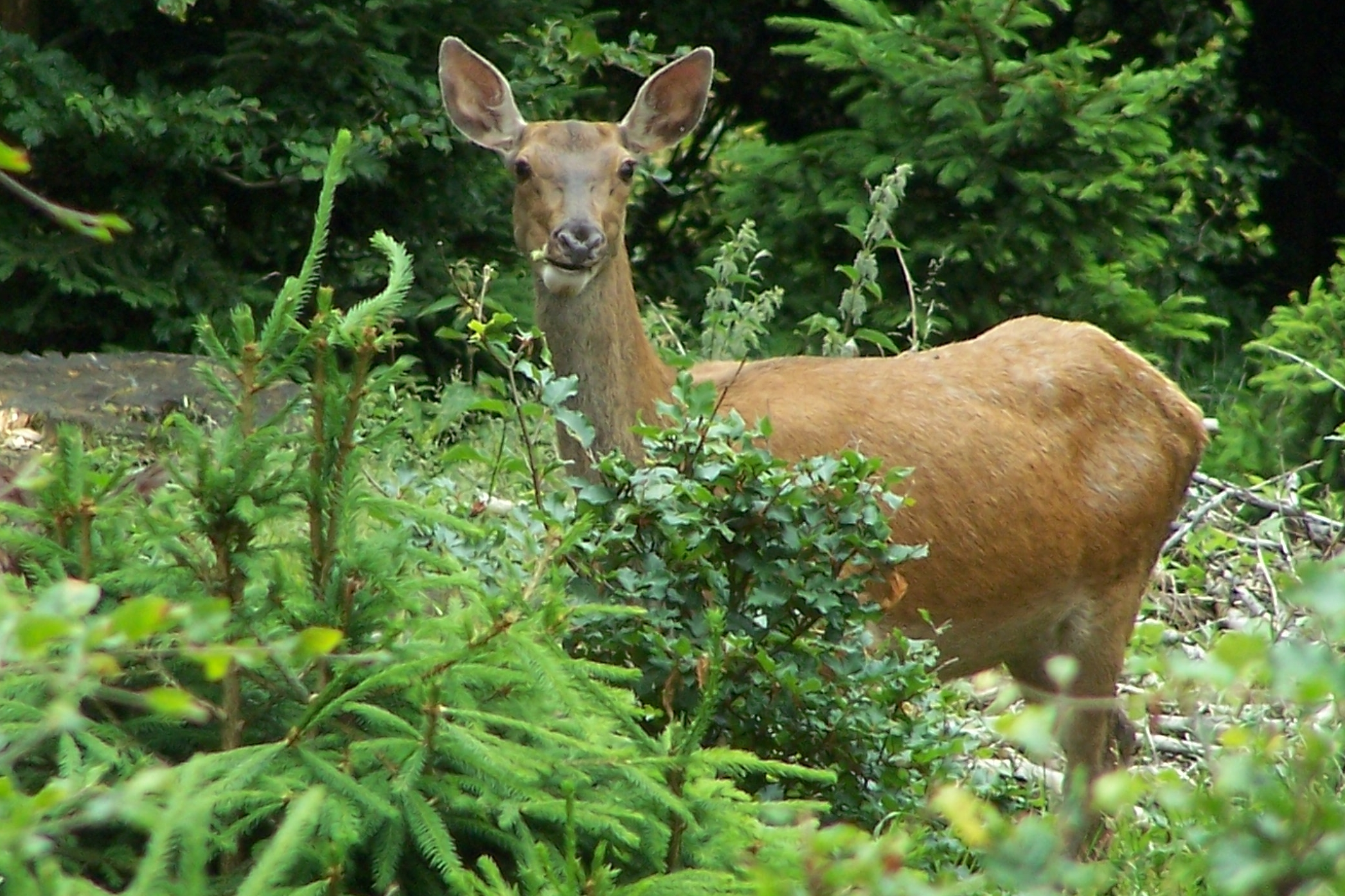
Hirschkuh beim Äsen

Der ursprünglich königliche Waldbesitz wurde durch die Thüringer Landgrafen und die Klöster aufgeteilt, ihr Ziel war die Rodung und Schaffung neuer Siedlungen. Der Große Inselsberg selbst blieb auf der Nordseite wegen der Steilhänge davon verschont, auf der Südseite nutzte die Brotteroder Bevölkerung die relativ flachen Hänge zur Anlage von Terrassenäckern, Almen und Weiden. Das 1298 durch Kauf in den Besitz der Herren von Wangenheim gelangte Waldgebiet im oberen Emsetal war eine vorausschauende Investition.
Die Wangenheimer hatten in ihrem Stammgebiet im mittleren Nessetal bereits das allmähliche Verschwinden der Wälder in den dortigen Siedlungen bemerkt, der Rohstoff Holz war eine wesentliche Grundlage für die mittelalterliche Wirtschaft. Ab 1349 wurden die Herren von Wangenheim als alleinige Besitzer der Herrschaft Winterstein genannt, dazu gehörten die Waldungen: Hopfenberg, Wolfenstein, Thielberg, Eichleite, Rappach, Lerchenberg und Sandberg. Der landgräfliche (tennebergische) Teil wurde 1596 von Herzog Johann Casimir übernommen. Die forstliche Bewirtschaftung der damaligen Wälder begann in der ersten Hälfte des 16. Jahrhunderts, hervorgerufen durch die Bergbautätigkeit in den Umlandgemeinden. Nach einer nur auf hessischem Gebiet (Trusetal, Brotterode) geltenden Forstordnung wurde der zügellose Holzverbrauch reglementiert. Holznutzung durch die Bergbaugenossenschaften (Grubenholz), Schmelzhütten und Hammerwerke sollte abgesichert werden, da sie staatliche Einkünfte erbrachten und zudem der Rüstung dienten. Nebenbetriebe, wie Glashütten, Harzerei, Bienen- und Waldweide und anderen Waldnutzungen wurden damit stark reglementiert.
Die zunehmende Holzknappheit im hessischen Teil führte regelmäßig zu Übergriffen auf grenznahe Waldbezirke in den angrenzenden Forsten, zu denen auch die Altensteiner Waldungen der Hunde von Wenckheim gehörten. Schadenersatzprozesse wurden häufig durch Vergleich und Aburteilung einiger beteiligter Waldarbeiter geregelt. Schließlich bat der hessische Amtmann sogar um Kontrakte oder Holzkohlebelieferung zu erhöhten Preisen bei der Gothaer Forstverwaltung, was aber auf Druck der jagdliebenden Herzöge unterbunden wurde. Am Beginn des 18. Jahrhunderts entstanden die ersten Lagekarten und Forstbeschreibungen im Herzogtum Gotha. Anschließend wurde die erste Forsteinrichtung für acht Jahre mit acht Bestandsklassen errichtet. Ab 1750 setzte die waldbauliche Tätigkeit (planmäßige Wiederaufforstung) ein. Aus dem bisherigen Naturwald entstand durch zunehmende Nutzung über die letzten Jahrhunderte der sogenannte Altersklassenwald. Leider wurde dadurch auch der stabile Mischwald reduziert und der Anbau monotoner Fichtenbestände nahm zu.

### Richtfunkturm

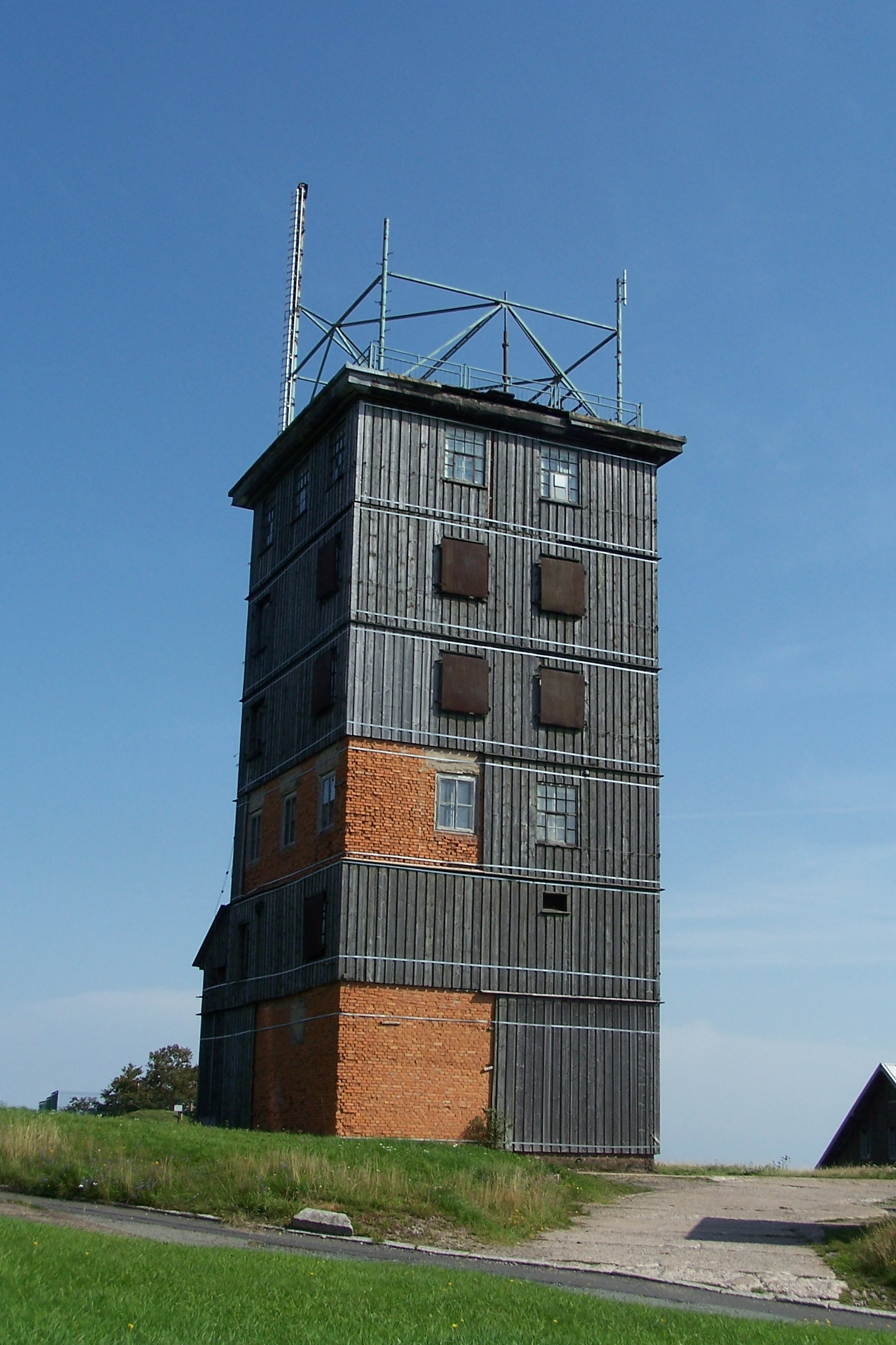
Alter Richtfunkturm auf dem Großen Inselsberg (Zustand bis 2012), der …

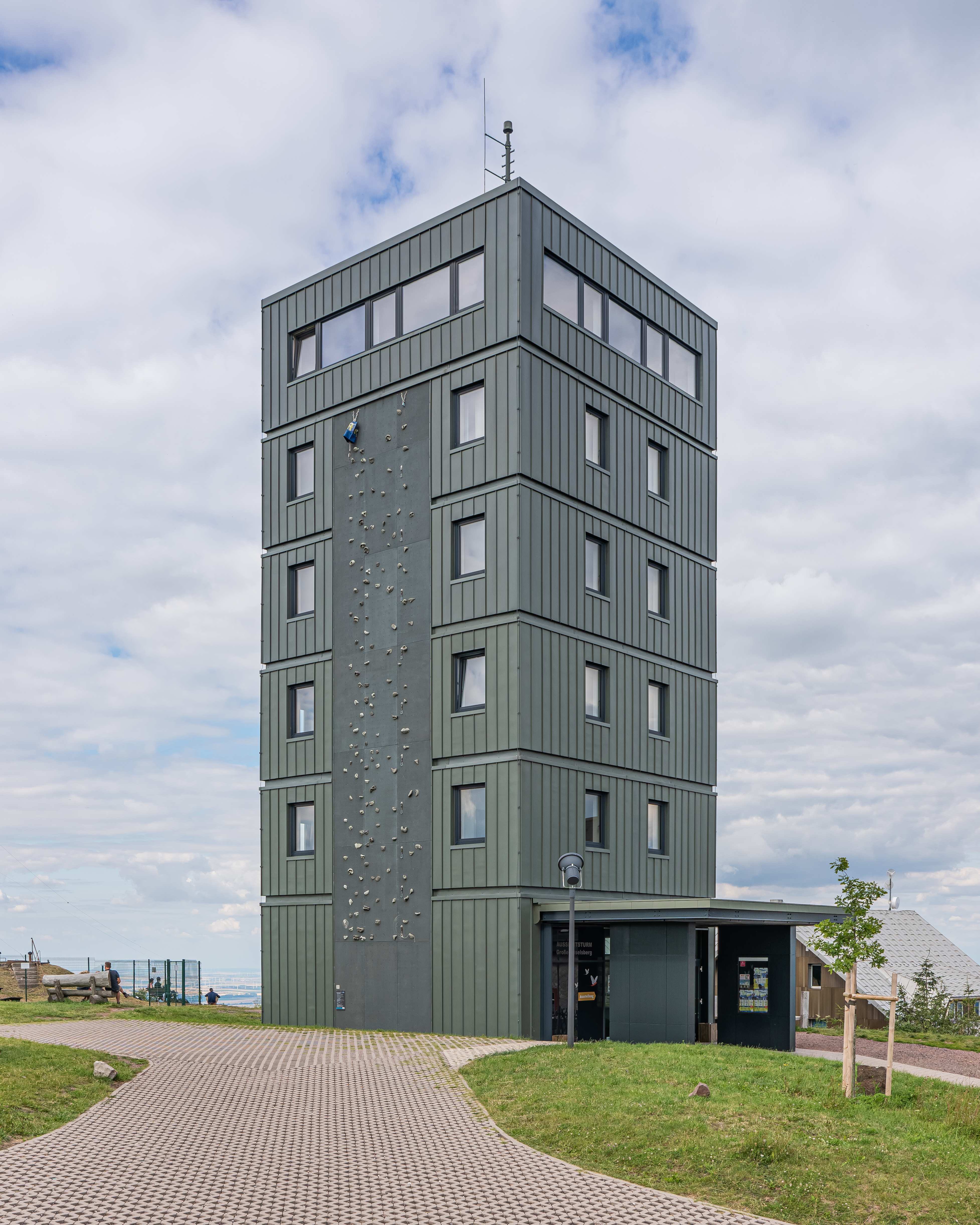
… zum Aussichtsturm mit zwei Kletterwänden umgebaut wurde

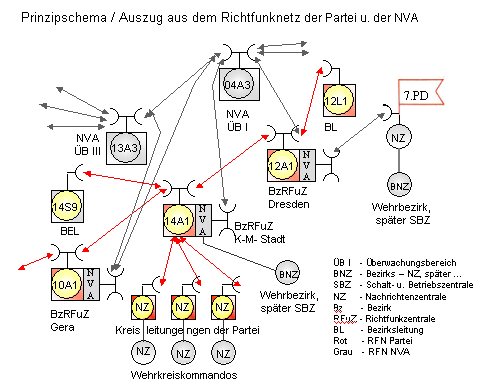
Auszug aus dem Schema des Richtfunknetzes der Partei und der NVA

### Wetterstation

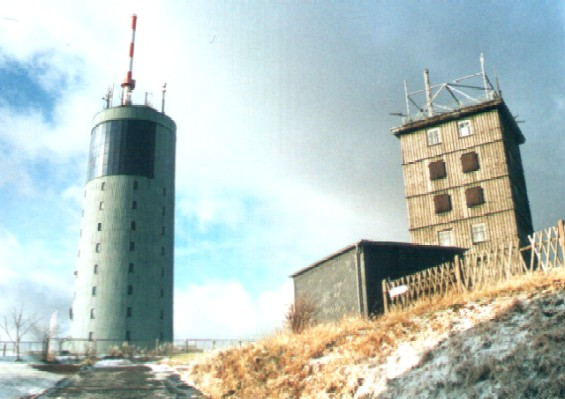
Die beiden Sendetürme (links hintereinander) und die verlassene Wetterstation
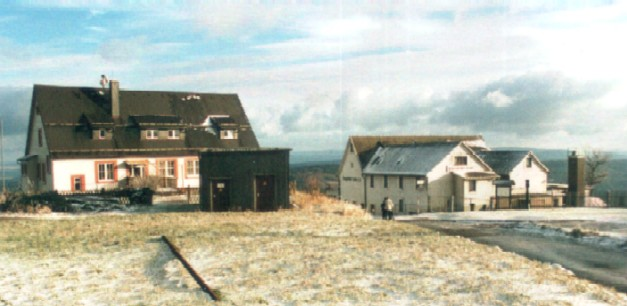
Jugendherberge (links) und Gasthof Stöhr
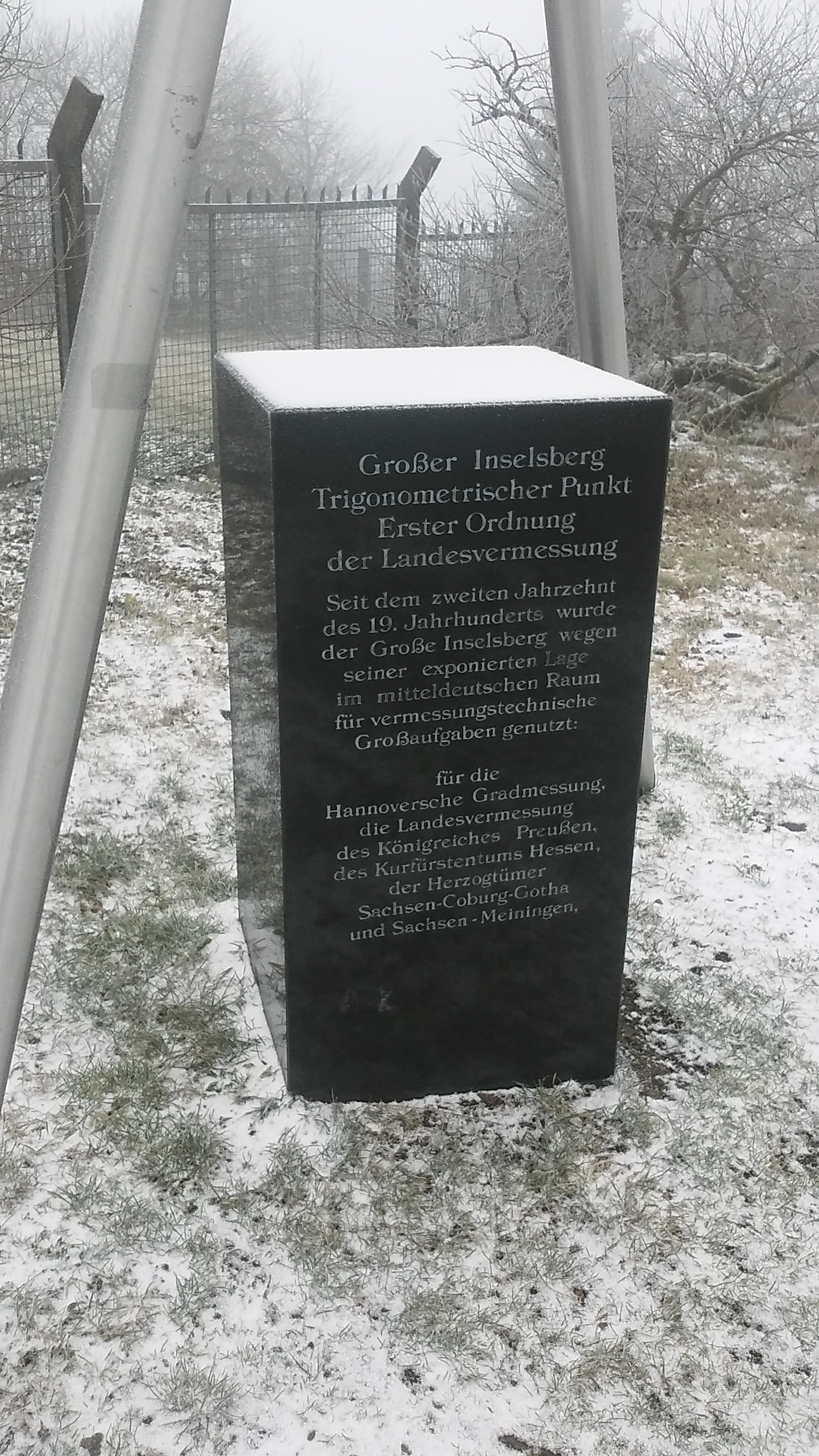
Trigonometrischer Punkt auf dem Berg
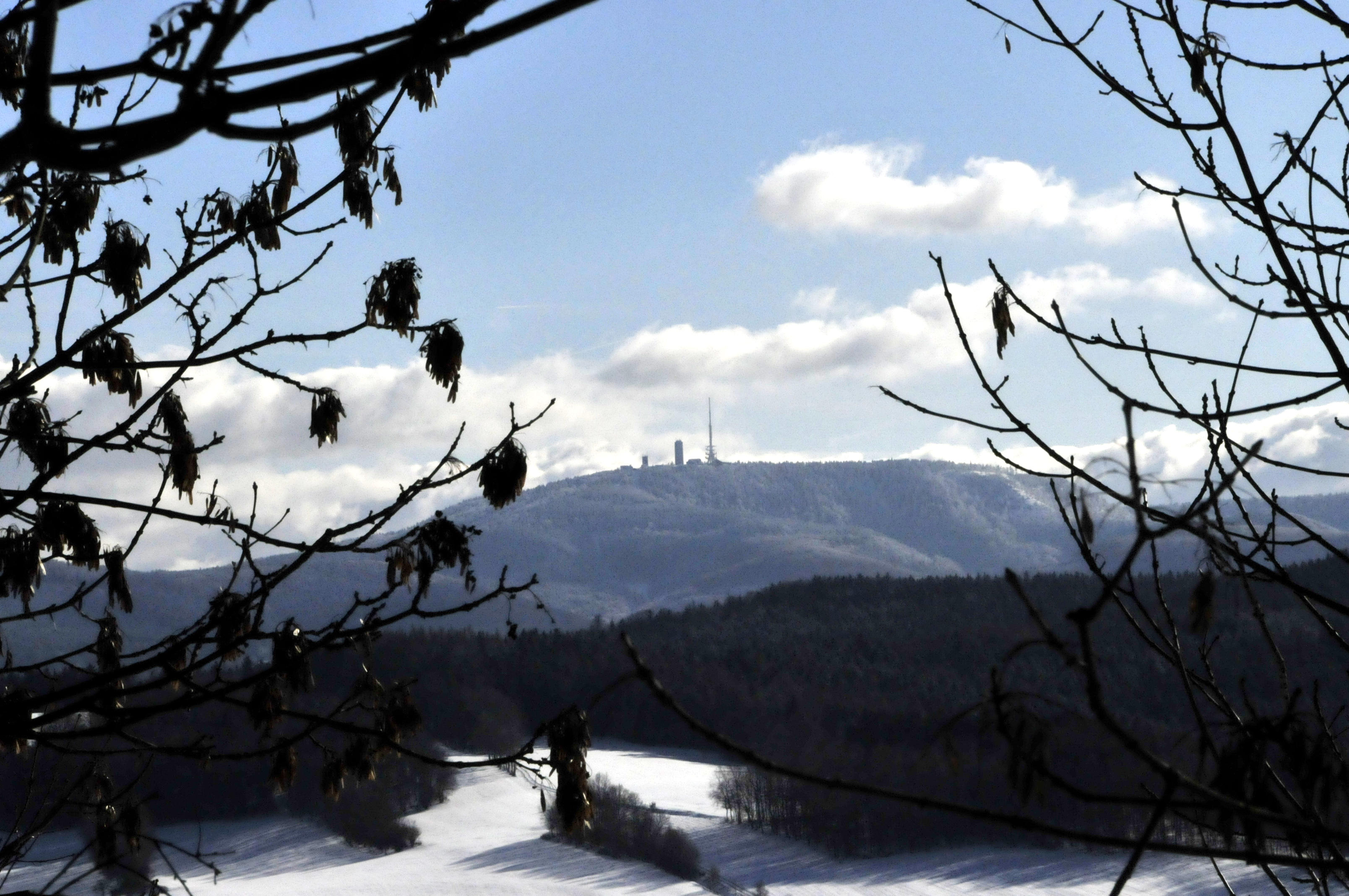
Blick vom ehemaligen A 4-Parkplatz Kälberfeld zum Großen Inselsberg
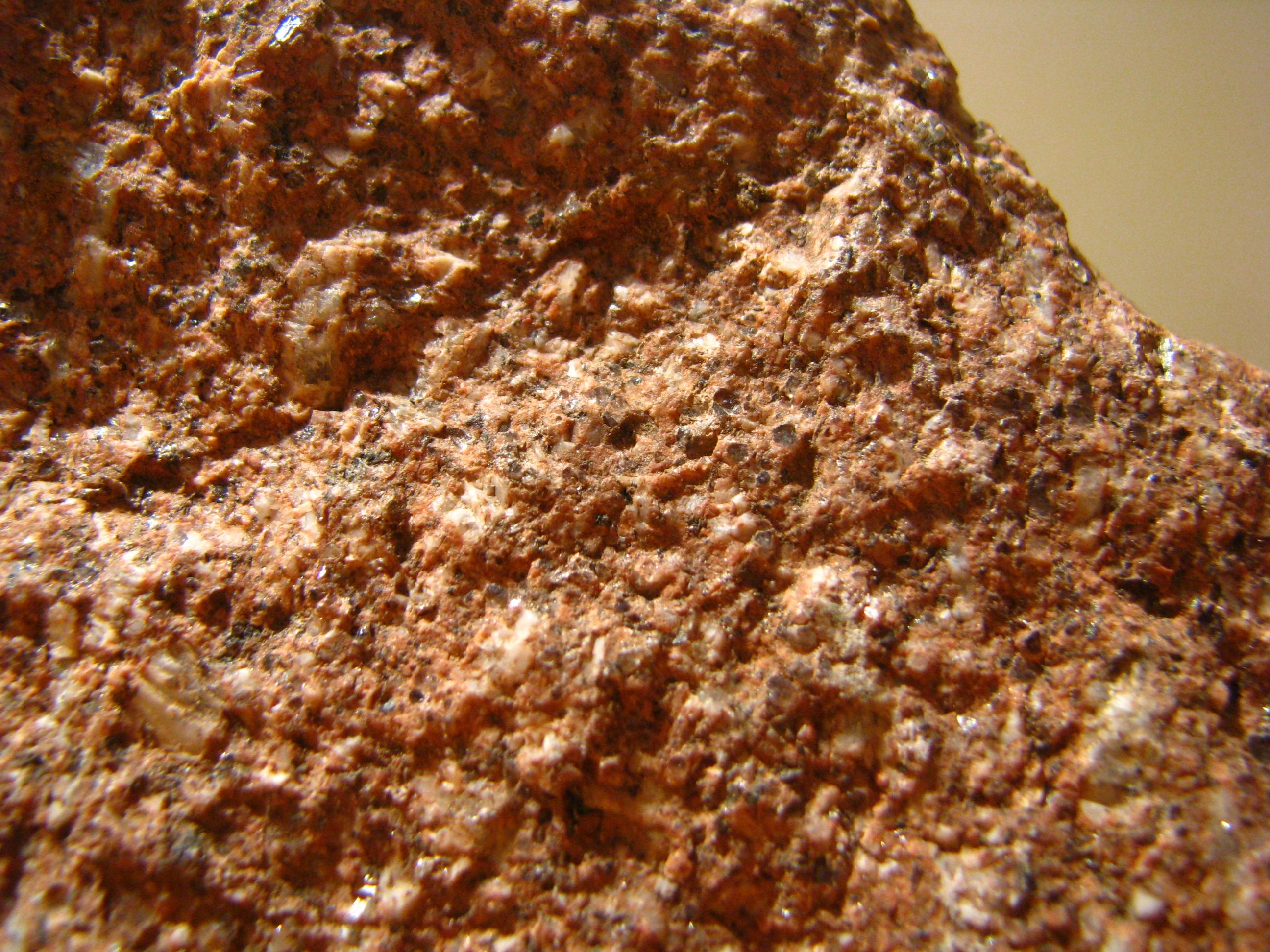
Der Gipfelbereich des Großen Inselsberges besteht aus Inselsberg-Quarzporphyr
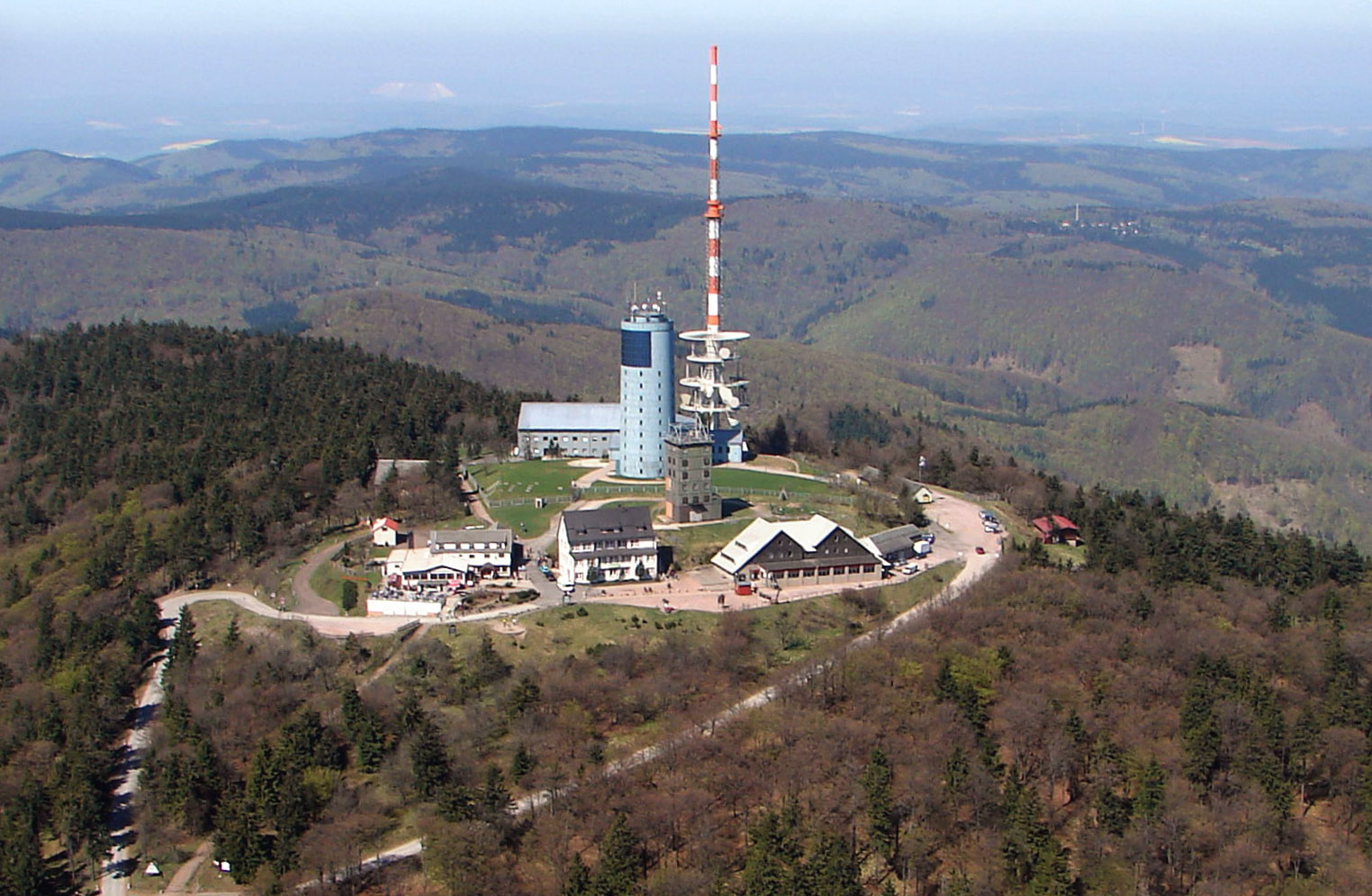
Großer Inselsberg (Luftaufnahme April 2007)

### Name und Deutung
Der markante Große Inselsberg ist wegen seiner auffälligen Form und Lage gern als Landmarke zur Orientierung genutzt worden. Als Namensformen in Urkunden finden sich: Enzenberc (um 1250, zugleich die Ersterwähnung), Emmiseberg (1370), Encenberc (1430), Ensillbergk (1503), Emseberg (1528) und Enselsberg (1640). Im 17. Jahrhundert kommen auch dichterische Verfremdungen vor: Engelsberg und Heunselsberg. Ein behördlicher Versuch, den Namen auf Emsenberg zu vereinheitlichen, scheiterte am Starrsinn oder dem Traditionsbewusstsein der Bevölkerung. Das eingefügte „S“ vor „berg“ ist sprachlich nicht gerechtfertigt, aber klangvoller, daher wird der Berg heute als Großer Inselsberg bezeichnet.